# Пелло
Пелло (раніше: Туртола, фін. Pello) — громада в Фінляндії, в провінції Лапландія. Розташована за 20 км на північ від Північного полярного кола, на кордоні зі Швецією. Площа — 1 863,69 км². Офіційна мова — фінська. Пелло знаходиться за 100 км від Рованіемі, 150 км від Кемі і за 250 км від Оулу. 

## Населення
За даними на 30 вересня 2012 року населення громади складало 3851 чоловік; за даними на 2000 рік воно налічувало 4830 чоловік. Щільність населення — 2,25 чол/км². Для 99,3% населення громади рідною мовою є фінська, для 0,2% — шведська, для 0,1% — саамські мови і для 0,4% — інші мови. Частка осіб у віці менше 15 років становить 11,6%; осіб старше 65 років — 27%. 
| 1970 | 1975 | 1980 | 1985 | 1990 | 1995 | 1998 | 2000 | 2002 | 2004 | 2006 | 2008 | 2010 | 2011 |
| ---- | ---- | ---- | ---- | ---- | ---- | ---- | ---- | ---- | ---- | ---- | ---- | ---- | ---- |
| 6232 | 5760 | 5624 | 5855 | 5665 | 5420 | 5114 | 4830 | 4625 | 4524 | 4361 | 4114 | 3989 | 3961 |

## Транспорт
Через громаду проходить Європейський маршрут E08, що з'єднує Турку і Тромсе. 

## Відомі особистості
У Пелло народилися Каарло Кастрен (прем'єр-міністр Фінляндії в 1919 році) і Ееро Антеро Мянтюранта (гірський лижни, багаторазовий олімпійський чемпіон). 

## Політика
| партія               | Результати виборів 2008 | місця |
| -------------------- | ----------------------- | ----- |
| Фінляндський центр   | 50%                     | 15    |
| Лівий союз           | 23,4%                   | 6     |
| Національна коаліція | 7%                      | 2     |
| Соціал-демократи     | 16,4%                   | 4     |

## Галерея

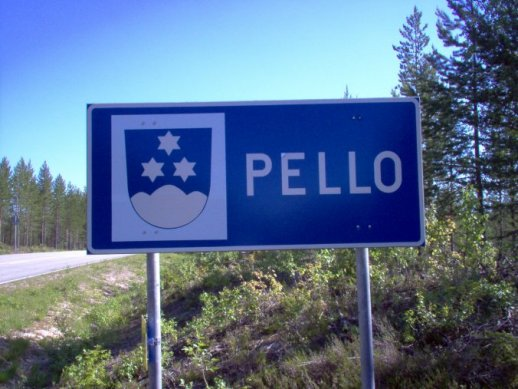
Знак при в'їзді в громаду
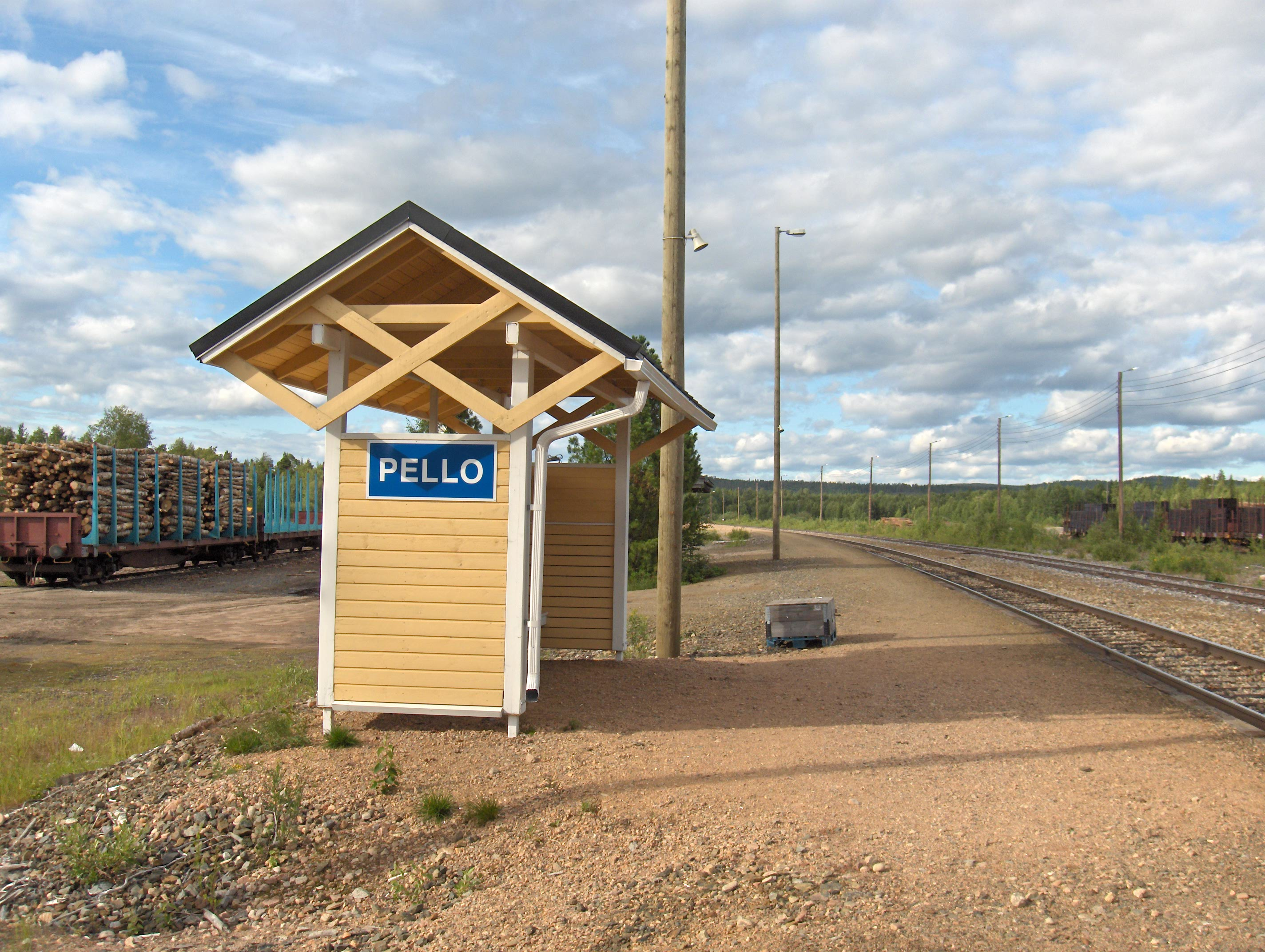
Залізнична станція в Пелло
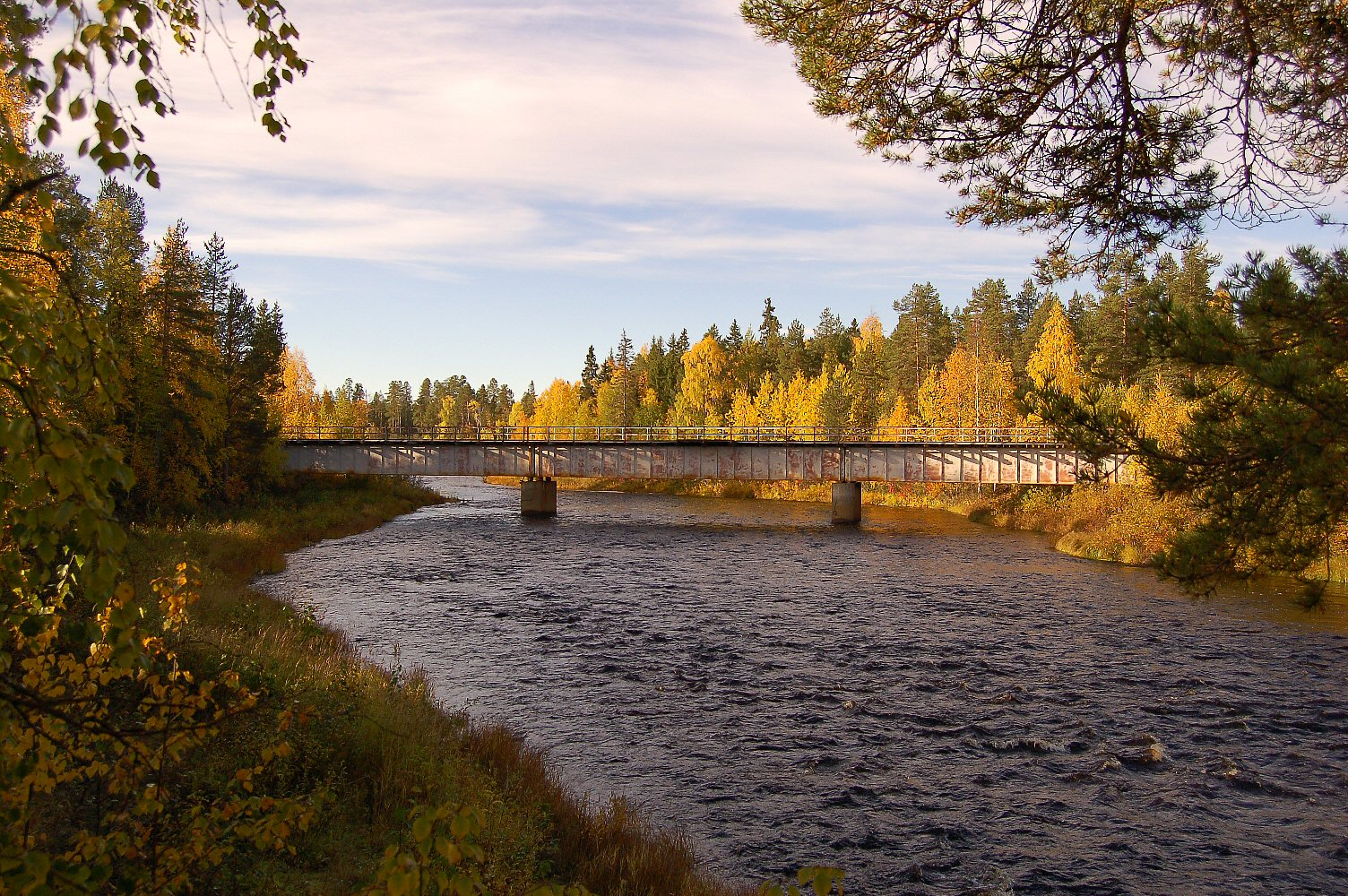
Залізничний міст через річку Намійокі
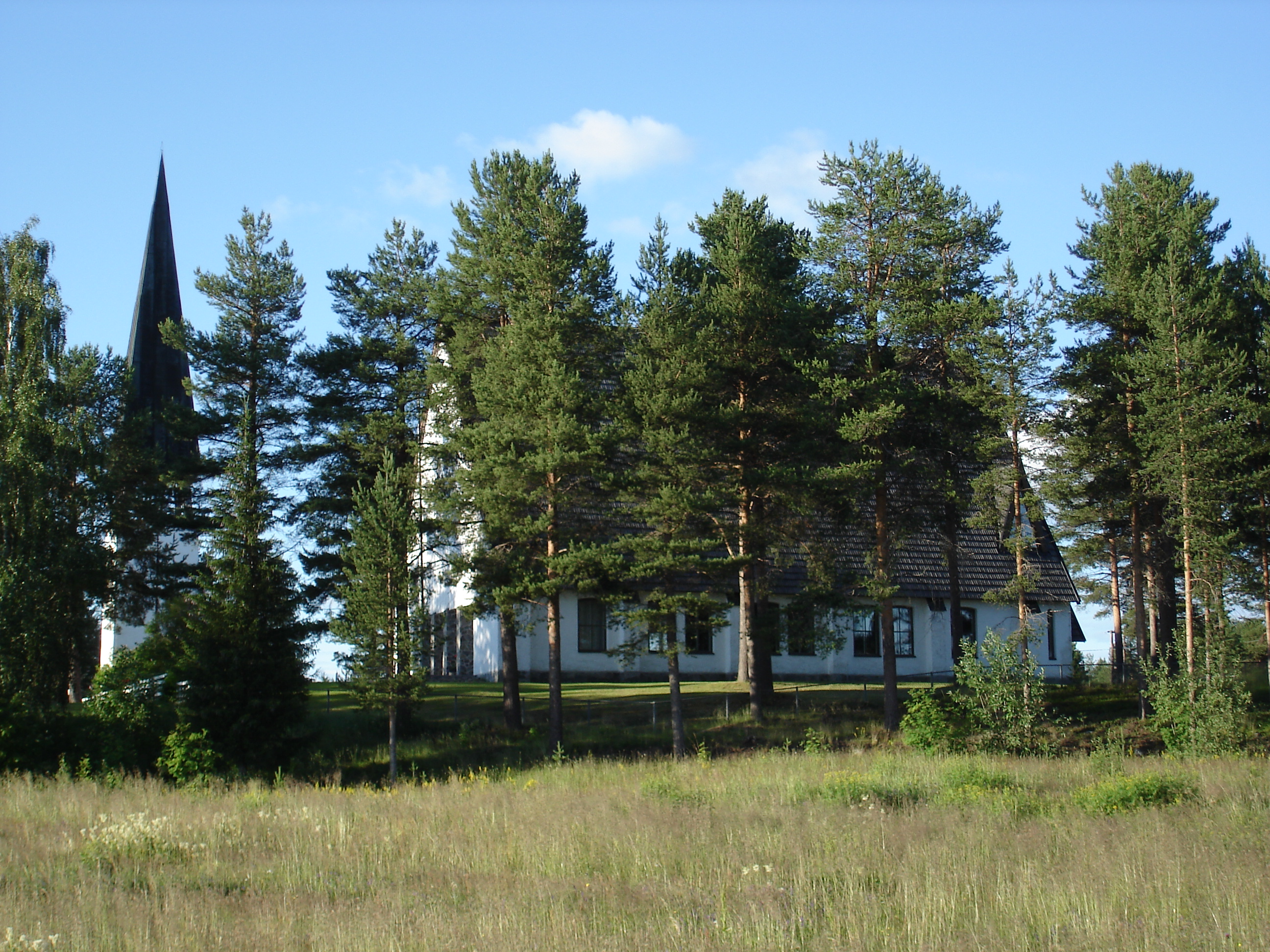
Церква в Пелло